# 56. Międzynarodowy Festiwal Filmowy w Wenecji
56. Międzynarodowy Festiwal Filmowy w Wenecji odbył się w dniach 1−11 września 1999 roku. Imprezę otworzył pokaz brytyjskiego filmu Oczy szeroko zamknięte w reżyserii Stanleya Kubricka. W konkursie głównym zaprezentowano 19 filmów pochodzących z 13 różnych krajów.
Jury pod przewodnictwem serbskiego reżysera Emira Kusturicy przyznało nagrodę główną festiwalu, Złotego Lwa, chińskiemu filmowi Wszyscy albo nikt w reżyserii Zhanga Yimou. Drugą nagrodę w konkursie głównym, Nagrodę Specjalną Jury, przyznano irańskiemu filmowi Uniesie nas wiatr w reżyserii Abbasa Kiarostamiego.
Honorowego Złotego Lwa za całokształt twórczości odebrał amerykański aktor komediowy Jerry Lewis.

## Członkowie jury

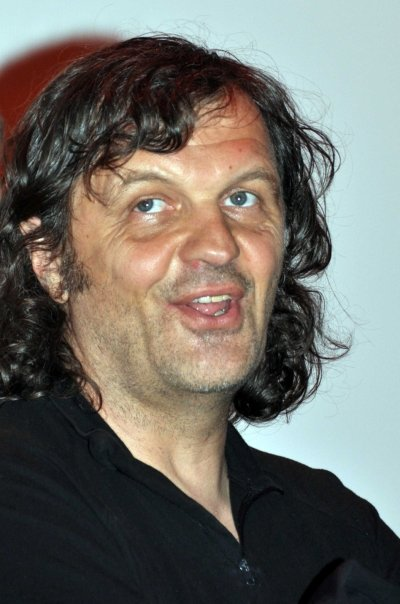
Przewodniczący jury konkursu głównego Emir Kusturica.

### Konkurs główny
- Emir Kusturica, serbski reżyser − przewodniczący jury[9][10]
- Marco Bellocchio, włoski reżyser
- Maggie Cheung, hongkońska aktorka
- Jonathan Coe, brytyjski pisarz
- Jean Douchet, francuski krytyk filmowy
- Shôzô Ichiyama, japoński producent filmowy
- Arturo Ripstein, meksykański reżyser
- Cindy Sherman, amerykańska fotografka

### Nagroda im. Luigiego De Laurentiisa
- Claire Denis, francuska reżyserka − przewodnicząca jury[11]
- Férid Boughedir, tunezyjski reżyser
- Kent Jones, amerykański krytyk filmowy
- Morando Morandini, włoski krytyk filmowy
- Ferzan Özpetek, turecki reżyser

### Sekcja „Corto Cortissimo”
- Érick Zonca, francuski reżyser − przewodniczący jury
- Hilke Döring, kuratorka MFFK w Oberhausen
- Andrea Occhipinti, włoski producent filmowy

## Selekcja oficjalna

### Konkurs główny
Następujące filmy zostały wyselekcjonowane do udziału w konkursie głównym o Złotego Lwa:
| Tytuł polski              | Tytuł oryginalny                          | Reżyseria             | Kraj produkcji    |
| ------------------------- | ----------------------------------------- | --------------------- | ----------------- |
| Do jutra!                 | A domani                                  | Gianni Zanasi         | Włochy            |
| Apassionate               | Apassionate                               | Tonino De Bernardi    | Włochy            |
| Uniesie nas wiatr         | باد ما را خواهد برد Bad ma ra khahad bord | Abbas Kiarostami      | Iran              |
| Wbrew regułom             | The Cider House Rules                     | Lasse Hallström       | Stany Zjednoczone |
| Wariatka z Alabamy        | Crazy in Alabama                          | Antonio Banderas      | Stany Zjednoczone |
| Kłamstwa                  | 거짓말 Gojitmal                           | Jang Sun-woo          | Korea Południowa  |
| Siedemnaście lat          | 過年回家 Guo nian hui jia                 | Zhang Yuan            | Chiny             |
| Święty dym                | Holy Smoke                                | Jane Campion          | Australia         |
| Syn Jezusa                | Jesus' Son                                | Alison Maclean        | Kanada            |
| Związek pornograficzny    | Une liaison pornographique                | Frédéric Fonteyne     | Belgia            |
| Mal                       | Mal                                       | Alberto Seixas Santos | Portugalia        |
| Północne peryferia        | Nordrand                                  | Barbara Albert        | Austria           |
| Bez skandalu              | Pas de scandale                           | Benoît Jacquot        | Francja           |
| Nic do roboty             | Rien à faire                              | Marion Vernoux        | Francja           |
| Topsy-Turvy               | Topsy-Turvy                               | Mike Leigh            | Wielka Brytania   |
| Tydzień z życia mężczyzny | Tydzień z życia mężczyzny                 | Jerzy Stuhr           | Polska            |
| The Venice Project        | The Venice Project                        | Robert Dornhelm       | Austria           |
| Powiew nocy               | Le vent de la nuit                        | Philippe Garrel       | Francja           |
| Wszyscy albo nikt         | 天上有个太阳 Yi ge dou bu neng shao       | Zhang Yimou           | Chiny             |

### Pokazy pozakonkursowe
Następujące filmy zostały wyświetlone na festiwalu w ramach pokazów pozakonkursowych i specjalnych:
| Tytuł polski                                    | Tytuł oryginalny         | Reżyseria               | Kraj produkcji    |
| ----------------------------------------------- | ------------------------ | ----------------------- | ----------------- |
| Zbrodniczy kochankowie                          | Les amants criminels     | François Ozon           | Francja           |
| Po deszczu                                      | 雨あがる Ame agaru       | Takashi Koizumi         | Japonia           |
| Być jak John Malkovich                          | Being John Malkovich     | Spike Jonze             | Stany Zjednoczone |
| Oko obserwatora                                 | Eye of the Beholder      | Stephan Elliott         | Kanada            |
| Oczy szeroko zamknięte                          | Eyes Wide Shut           | Stanley Kubrick         | Wielka Brytania   |
| Podziemny krąg                                  | Fight Club               | David Fincher           | Stany Zjednoczone |
| Guardami                                        | Guardami                 | Davide Ferrario         | Włochy            |
| Hakuchi                                         | 白痴 Hakuchi             | Macoto Tezuka           | Japonia           |
| Luchino Visconti                                | Luchino Visconti         | Carlo Lizzani           | Włochy            |
| Księżycowy tata                                 | Luna Papa                | Bachtijar Chudojnazarow | Tadżykistan       |
| Historia kina włoskiego według Martina Scorsese | Il mio viaggio in Italia | Martin Scorsese         | Włochy            |
| Koncert na 50 serc                              | Music of the Heart       | Wes Craven              | Stany Zjednoczone |
| Dosięgnąć kosmosu                               | October Sky              | Joe Johnston            | Stany Zjednoczone |
| Słodki drań                                     | Sweet and Lowdown        | Woody Allen             | Stany Zjednoczone |
| Tipota (film krótkometrażowy)                   | Tipota                   | Fabrizio Bentivoglio    | Włochy            |
| Un uomo perbene                                 | Un uomo perbene          | Maurizio Zaccaro        | Włochy            |

### Sekcja "Cinema del Presente"
Następujące filmy zostały wyświetlone na festiwalu w ramach sekcji "Cinema del Presente":
| Tytuł polski               | Tytuł oryginalny                     | Reżyseria            | Kraj produkcji    |
| -------------------------- | ------------------------------------ | -------------------- | ----------------- |
| Zmierzch                   | Abendland                            | Fred Kelemen         | Niemcy            |
| Zamknięte drzwi            | الأبواب المغلقة Al abwab al Moghlaka | Atef Hetata          | Egipt             |
| Jesień                     | Autunno                              | Nina Di Majo         | Włochy            |
| Piękna praca               | Beau travail                         | Claire Denis         | Francja           |
| Bleeder                    | Bleeder                              | Nicolas Winding Refn | Dania             |
| Nie czas na łzy            | Boys Don’t Cry                       | Kimberly Peirce      | Stany Zjednoczone |
| Buddy Boy                  | Buddy Boy                            | Mark Hanlon          | Stany Zjednoczone |
| Ludzie cywilizowani        | Civilisées                           | Randa Chahal Sabag   | Liban             |
| Na zawsze ty               | Come te nessuno mai                  | Gabriele Muccino     | Włochy            |
| Czerwony pył               | Crvena prašina                       | Zrinko Ogresta       | Chorwacja         |
| Słodki odgłos życia        | Il dolce rumore della vita           | Giuseppe Bertolucci  | Włochy            |
| Julien Donkey-Boy          | Julien Donkey-Boy                    | Harmony Korine       | Stany Zjednoczone |
| Libero Burro               | Libero Burro                         | Sergio Castellitto   | Włochy            |
| Powrót idioty              | Návrat idiota                        | Saša Gedeon          | Czechy            |
| Barren Illusions           | 大いなる幻影 Ôinaru gen'ei           | Kiyoshi Kurosawa     | Japonia           |
| Myszy, szczury i złodzieje | Ratas, ratones, rateros              | Sebastián Cordero    | Ekwador           |
| Znamię                     | 双生児 Sôseiji                       | Shin’ya Tsukamoto    | Japonia           |
| Otwarte na oścież          | Split Wide Open                      | Dev Benegal          | Indie             |
| Z tobą lub bez ciebie      | With or Without You                  | Michael Winterbottom | Wielka Brytania   |

## Laureaci nagród

### Konkurs główny
Złoty Lew
- Wszyscy albo nikt, reż. Zhang Yimou

Grand Prix Jury
- Uniesie nas wiatr, reż. Abbas Kiarostami

Srebrny Lew dla najlepszego reżysera
- Zhang Yuan − Siedemnaście lat

Puchar Volpiego dla najlepszej aktorki
- Nathalie Baye − Związek pornograficzny

Puchar Volpiego dla najlepszego aktora
- Jim Broadbent − Topsy-Turvy

Nagroda im. Marcello Mastroianniego dla początkującego aktora lub aktorki
- Nina Proll − Północne peryferia

### Wybrane pozostałe nagrody
Nagroda im. Luigiego De Laurentiisa za najlepszy debiut reżyserski
- Questo è il giardino, reż. Giovanni Maderna
  - Wyróżnienie Specjalne:  Bye Bye Africa, reż. Mahamat Saleh Haroun

Srebrny Lew za najlepszy film krótkometrażowy w sekcji „Corto Cortissimo”
- Portret tonącego młodzieńca, reż. Teboho Mahlatsi
  - Wyróżnienie Specjalne:  Se-tong, reż. Heng Tang

Złoty Medal Przewodniczącego Senatu Włoch
- Nic do roboty, reż. Marion Vernoux

Nagroda FIPRESCI
- Konkurs główny:  Uniesie nas wiatr, reż. Abbas Kiarostami
- Sekcje paralelne:  Być jak John Malkovich, reż. Spike Jonze

Nagroda im. Francesco Pasinettiego (SNGCI – Narodowego Stowarzyszenia Włoskich Krytyków Filmowych)
- Najlepszy włoski film:  Un uomo perbene, reż. Maurizio Zaccaro
- Najlepszy włoski aktor:  Sergi López − Związek pornograficzny (koprodukcja)
- Najlepsza włoska aktorka:  Valeria Bruni Tedeschi − Nic do roboty
  - Wyróżnienie Specjalne:  Siedemnaście lat, reż. Zhang Yuan (koprodukcja)

Nagroda OCIC (Międzynarodowej Katolickiej Organizacji ds. Filmu i Sztuk Audiowizualnych)
- Syn Jezusa, reż. Alison Maclean
  - Wyróżnienie Specjalne:  Siedemnaście lat, reż. Zhang Yuan /  Tydzień z życia mężczyzny, reż. Jerzy Stuhr

Nagroda UNICEF-u
- Wszyscy albo nikt, reż. Zhang Yimou

Nagroda UNESCO
- Ludzie cywilizowani, reż. Randa Chahal Sabag
- Zion, Auto-Emancipation, reż. Amos Gitaj

Honorowy Złoty Lew za całokształt twórczości
- Jerry Lewis